# Umleitstation
Eine Umleitstation (vollständige Bezeichnung Dampfturbinen-Umleitstation, auch Bypass-Station genannt) ist eine Armaturengruppe in einem Dampfkraftwerk, die dazu dient, den Frischdampf vom Dampferzeuger (Kessel) um die Dampfturbine herum zu leiten (daher der Name). Das ist in bestimmten Betriebssituationen vorübergehend notwendig, wie zum Beispiel beim Anfahrbetrieb des Dampfkessels, wenn der erzeugte Frischdampf noch nicht die erforderte hohe Güte erreicht hat, um ihn auf die Turbine leiten zu können.  Die Umleitung erfolgt entweder direkt in den Kondensator oder, wenn der Kessel über eine Zwischenüberhitzung (ZÜ) verfügt, in zwei Stufen, zunächst vom Hochdruckteil (HD) zur kalten Seite der ZÜ, auch Hochdruckumführung genannt und anschließend von der heißen ZÜ zum Kondensator, auch Niederdruckumführung genannt. 
Die Umleitstation besteht normalerweise aus einem schnellwirkenden Absperrventil und einem Druckreduzierventil mit integrierter Wassereinspritzung sowie einer nachgeschalteten Strecke für die Verdampfung des Wassers und, an der Einleitung in den Kondensator, eine oder mehrere Lochblenden. 

## Funktionsweise
Um eine vom Dampferzeuger vorübergehend zu viel erzeugte Dampfmenge, z. B. beim An- und Abfahren oder bei Störungen, nicht über die Dampferzeuger-Sicherheitsventile ins Freie (Dampf/ Kondensatverlust) abblasen zu müssen, haben große Dampfturbinen eine Einrichtung, mit der dieser mehr erzeugte Dampf über HD- und MD-Umleitstationen zum Kondensator abgeführt werden kann. Die Umleitstationen dienen als Anfahr-, HD-Reduzier- und häufig als Sicherheitseinrichtungen.
Ihre Aufgabe ist: 
- Durchströmung und damit Schutz des Zwischenüberhitzer zu gewährleisten,
- unabhängigen Betrieb des Dampferzeugers bei geschlossenen Turbineneinlassventilen zu ermöglichen,
- während An- und Abfahrvorgängen sowohl bei Festdruck- als auch Gleitdruckbetrieb, bei Laststörungen und Lastabwürfen die Frischdampfdruckregelung zu übernehmen,
- ein Überschreiten des höchst zulässigen Betriebsüberdruckes zu verhindern,
- im Gleitdruck-Betrieb auch bei abgesenktem Frischdampfdruck ein Aufladen des Überhitzers bis zum höchst zulässigen Betriebsüberdruck zu vermeiden.

Bei einer Störung des Dampfdruckverhältnisses HD zu ZÜ senkt der Druckverhältnisregler seinen Stellimpuls für die Mitteldruck-Stellventile ab. Dieser fallende Regelöldruck wird durch einen Umkehrwandler in einen steigenden Regelöldruck für die Umleiteinrichtung umgewandelt. Falls eine Verriegelung zum Schutze des Kondensators die Umleiteinrichtung nicht verblockt, öffnen die Umleitventile, bevor die Mitteldruck-Stellventile schließen würden. Das Ansteigen des Regelöldrucks für die Umleiteinrichtung bewirkt ein Öffnen der Wasser-Stellventile für die Einspritzung von Kondensat in den Umleitdampf. Eine solche Regelung ist notwendig, damit der Zwischenüberhitzer im Kessel, ohne dass die ZÜ-Sicherheitsventile ansprechen, immer einen ausreichenden Kühldampfdurchgang hat. Das wertvolle Kondensat bleibt so dem Kreislauf erhalten. Die Umleiteinrichtung ist sehr wichtig zur Vermeidung einer Lärmausstrahlung beim An- und Abfahren der Dampferzeugeranlage. Als Kriterien zur Verblockung der Umleiteinrichtung gelten der Kondensatordruck und der Einspritzwasserdruck. Außerdem haben einige Anlagen zusätzlich noch Temperaturmessstellen an der Einströmstelle im Kondensator zur Sicherung gegen verstopfte Einspritzstellen.